# Dicranoclista fasciata
Dicranoclista fasciata är en tvåvingeart som beskrevs av Johnson 1960. Dicranoclista fasciata ingår i släktet Dicranoclista och familjen svävflugor. Inga underarter finns listade i Catalogue of Life.